# 达里尔·约翰逊
达里尔·达莫内·约翰逊（英語：Darryl Damone Johnson，1965年10月26日—），美国NBA联盟前职业篮球运动员。他在1987年的NBA选秀中第3轮第12顺位被金州勇士选中。